# Съливан (окръг, Ню Хампшър)
Окръг Съливан (на английски: Sullivan County) е окръг в щата Ню Хампшър, Съединени американски щати. Площта му е 1430 km², а населението – 43 004 души (2016). Административен център е град Нюпорт.